# Мізида Варпаховського

Мізида Варпаховського (Katamysis warpachowskyi) — вид ракоподібних родини мізидових (Mysidae). Єдиний представник роду Katamysis. Понто-каспійський ендемік. Раритетний вид, занесений до Червоної книги України та інших природоохоронних документів.

## Опис
Дрібна мізида, довжина тіла самок 4,7—10 мм, самців — 4,2—9,2 мм. Головогрудний панцир на задньому краї з глибоким вирізом, посередині з трикутним виступом.  Забарвлення темно-каштанове.

## Поширення
Ендемік Чорноморського та Каспійського басейнів. Зустрічається в пониззях Дніпра, Дністра та Дунаю, може підійматись вверх по течії на відстань до 150 км. Ареал охоплює також Каспійське море та дельту Волги. Вид акліматизовано в Дубосарському водосховищі (Молдова), але там він зустрічається дуже рідко.

## Особливості біології
Батіпелагічний вид. Живе у слабо-солонуватій та прісній воді (солоність 0,34—1,00 ‰) у дельтах річок та лиманах, переважно з піщаним або вкритим уламками черепашок дном, іноді в заростях підводних рослин. Еврифаг, живиться планктонними організмами.
Розмноження триває з початку березня до жовтня. Після запліднення самка виношує у зародковій сумці від 10 до 22 зародків. Розвиток без перетворення. Кількість генерацій невідома.

## Охорона
У межах ареалу місцями спостерігається тенденція до зниження чисельності популяції виду і тому в ряді регіонів він потребує охорони. Так, мізида Варпаховського занесена до Червоної книги України (охоронна категорія: зникаючий вид), а також міжнародних природоохоронних документів, зокрема до Червоної книги Чорного моря (вид перебуває в небезпечному стані на світовому рівні).
Чисельність низька, зустрічаються поодинокі особини. Основними причинами зниження чисельності є забруднення та замулення понизь річок, зменшення в дельтах рік донних ділянок з твердими ґрунтами. Для збереження та відновлення природних популяцій виду слід виявити і взяти під охорону (заповідати) характерні для нього біотопи.

## Практичне значення
Мізида є перспективним кормовим об'єктом для промислових риб.